# Phanerotomella picticornis
Phanerotomella picticornis är en stekelart som beskrevs av Ji och Chen 2003. Phanerotomella picticornis ingår i släktet Phanerotomella och familjen bracksteklar. Inga underarter finns listade i Catalogue of Life.